# Губино
Губино (на руски: Губино) е село в Селивановски район на Владимирска област в Русия. Влиза в състава на Малишевската селска община.

## География
Селото е разположено близа до автомобилен път Владимир – Муром – Арзамас, на 10 км югоизточно от центъра на общината, село Малишево и на 24 км южно от районния център, работническото селище Красная Горбатка.

## История
В края на 19 – началото на 20 век селото влиза в състава на Драчьовската волост на Меленковския уезд. През 1859 г. в селото има 17 стопанства, през 1905 г. – 40 стопанства.
От 1929 г. селото влиза в състава на Драчьовския селски съвет на Селивановски район, а от 2005 г. – в състава на Малишевската селска община.
През 1981 г. в селото е организирано осемгодишно училище на мястото на Санчуговското начално училище.

## Население
| 1859 | 1905 | 2010 г. |
| ---- | ---- | ------- |
| 163  | 234  | 468     |

## Инфраструктура
В селото има Губинско начално общообразователно училище, детска градина №14, фелдшерско-акушерски пункт, селски дом на културата, пощенски клон.